# Гращенков Віктор Миколайович
Віктор Миколайович Гращенков (17 квітня 1925 — 27 травня 2005) — російський мистецтвознавець, що спеціалізувався на мистецтві італійського Ренесансу, проблемах загальної історії мистецтва і методології мистецтвознавства.
Був учнем В. М. Лазарєва, закінчив Московський університет (МДУ) у 1950 році, молодший науковий співробітник Інституту історії мистецтв АН СРСР (1954—1960), старший науковий співробітник, потім професор кафедри МДУ (з 1977), зав. відділом (1960—1985), зав. кафедрою загальної історії мистецтва (з 1976, раніше кафедра історії зарубіжного мистецтва) історичного факультету. Доктор мистецтвознавства (1975). Отримав звання «Заслужений професор Московського університету» (1994), член-кореспондент Академії наук (1991; член-кореспондент АН СРСР з 1987). Голова Комісії з культури Відродження при Науковій раді РАН з історії світової культури (з 1988).

## Праці
Загалом опублікував більше 60 наукових праць. Основні наукові праці:
- Малюнок майстрів італійського Відродження, 1963[2]
- Антонелло да Мессіна і його портрети, 1981[2]
- Мікеланджело: поезія, листи, судження сучасників, 1983[2]
- Джакомо Кваренгі і венеціанський неокласицизм, 1986
- Портрет в італійському живописі раннього Відродження, 1995[2]
- Історія і історики мистецтва, 2005

## Відзнаки
- Лауреат премії ім. М. В. Ломоносова (МДУ, 1995)[2]